# Siku (hangszer)
A siku (kecsua és ajmara nyelven: siku, más írásmód szerint sicu, sicus, spanyol nyelven néha zampolla vagy zampoña) ajaksípos fúvós hangszer, a pánsípok családjába tartozik. A dél-amerikai Andok vidékének hagyományos hangszere. Peru, Chile, Bolívia, Ecuador területén, Kolumbia déli részén, Argentína északkeleti régiójában használatos.

## Leírása
A többi pánsíphoz hasonlóan a siku is különböző hosszúságú, különböző hangmagasságokra hangolt zárt végű csövek sorozatából áll. Ezek a tacuara nevű, a guadua nemzetséghez tartozó, az indiánok által széles körben használt bambuszféleségből készülnek, a csövek zárt végét a nád természetes csomója alkotja. A sípokat ugyanebből a nádból hasított, keresztirányban rákötözött merevítő lécek tartják egybe. A siku különlegessége, hogy a teljes diatonikus hangsor két sípsorból áll össze, amelyet hagyományosan két zenész külön szólaltat meg, de manapság gyakori, hogy a két sort lépcsőzetesen összeillesztik, hogy egyetlen játékos kezelhesse. A két sípsor neve arka és ira.

## Játékmód

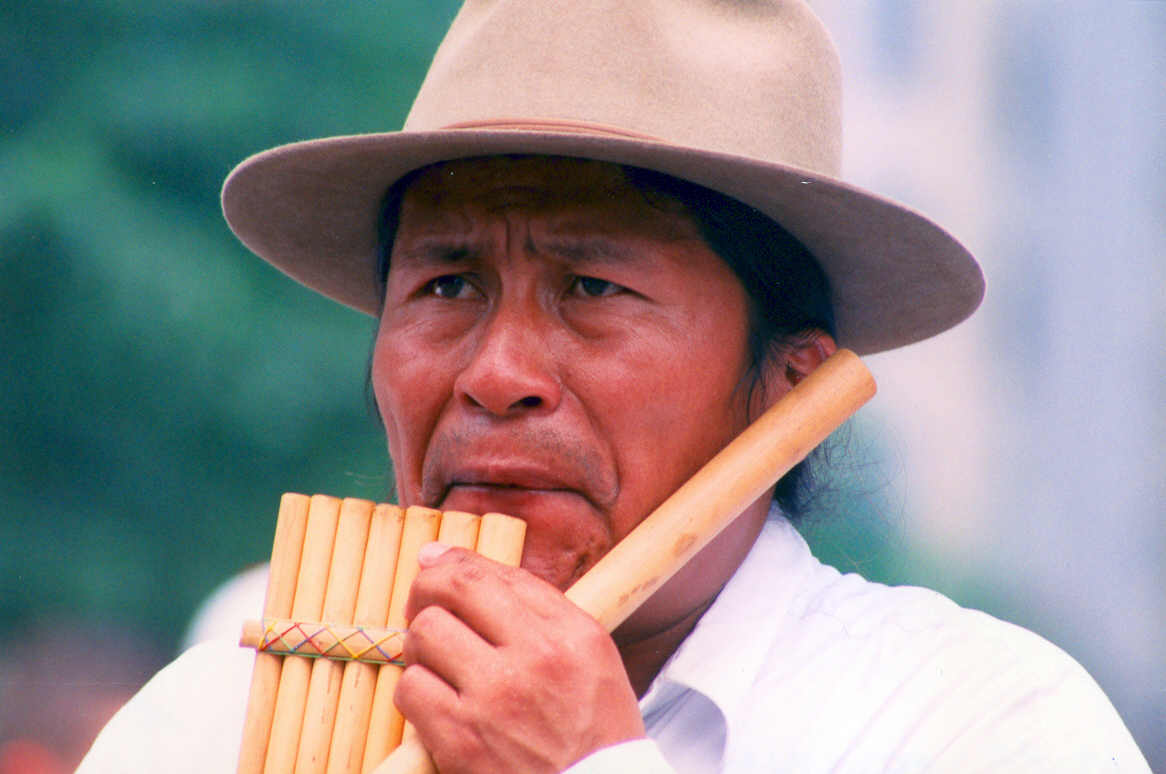
a siku megszólaltatása

### Megszólaltatása
Ahogy a pánsípokat általában, a sikut is a zenész úgy szólaltatja meg, hogy a hangszert függőlegesen vagy ferdén tartva alsó ajkát a hangszer megfelelő sípjának pereméhez illeszti, majd ajkai között levegősugarat irányít a cső nyílására. A pánsíp csövei ajaksípként működnek, tehát a levegősugár a cső szájának távolabbi pereméhez ütközve peremhangos hangkeltéssel gerjeszti a síp testében lévő levegőoszlopot. A zárt végű csőben mint rezonátorban a megszólaló hang negyedhulláma jön létre állóhullámként, a frekvencia így fordítottan arányos lesz a cső hosszúságával, tehát a rövidebb csövek magasabb, a hosszabbak mélyebb hangot adnak. A hangszer behangolása is ennek megfelelően úgy történhet, hogy a csőbe viaszt csepegtetnek vagy magvakat potyogtatnak, ami felfelé módosítja az adott síp hangmagasságát.

### A két sor használata
A siku leggyakrabban használt változata, a malta 13 sípot foglal magában, nagyjából G alapú diatonikus hangsorra hangolva d'-től h"-ig.
Az arka 7 hangja:
szó - ti - re - fá - lá - dó - mi.
Az ira 6 hangja:
lá - dó - mi - szó - ti - re.
Egy skála megszólaltatásához felváltva hol az egyik, hol a másik sípsor egy-egy tagját kell megfújni, ami dallamok játszásakor azt eredményezi, hogy a hangoknak nemcsak a magassága, de térbeli forrása is változik; ez sajátos térhatást ad a zenének. Lehetővé válik az is, hogy így az egymás utáni hangok kissé egymásba ússzanak, ami jellegzetes legato hangzást eredményez. Ezt a játéktechnikát a hangszer nagy levegőigénye is indokolja, a megosztott játék lehetővé teszi a nyugodtabb levegővételt, ami az Andok nagy magasságaiban nem elhanyagolható szempont.

## A hangszercsalád

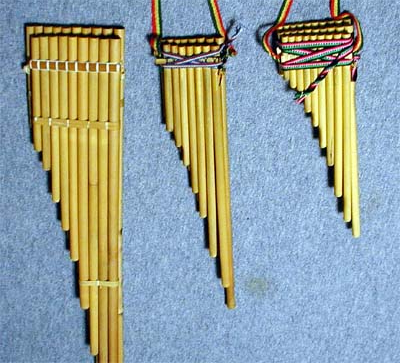
Különböző hangolású, hangterjedelmű sikuk

A sicu többféle méretben, hangolásban használatos, ezek elnevezései:
- chuli: a malta fölött egy oktávval szól (d" - h3)
- malta: ez a leggyakoribb típus, hangterjedelme d' - h", a leghosszabb síp kb. 26 cm
- zanka: a malta alatt egy oktávval szól (d - h')
- toyo: a malta alatt két oktávval szól (D - h), a legmélyebb sípja 1 m-nél hosszabb.

A hangszerek két sípsora együtt legtöbbször 13 sípot foglal magában, de előfordul 21 vagy 23 sípos hangszer is, ezek elnevezése a hangtejedelem szerint értelemszerűen malta-chuli, zanka-malta stb. A siku különböző hangolású változatait együttesben használják, az ilyen pánsíp-banda neve tropa, tagjai a sikurik, az általuk előadott zene a sikuriada.
A siku jellegzetes kontúrját annak köszönheti, hogy a különböző hangmagasságokhoz különböző hosszúságú nádak tartoznak. Ennek ellenére létezik téglalap alakú siku is, a tablasiku, amelynél az egyformára vágott nádcsövekben a különböző helyeken lévő csomók eredményezik az eltérő hangolást, szemben a megszokott trapéz alakú chakasikuval, amelynél a nádak mindig a csomó alatt vannak elvágva.